# Lane Plateau
Il Lane Plateau è un piatto altopiano antartico per lo più sempre coperta di ghiaccio, che si innalza fino a 3.000 m, tra il Monte Waterman, il Monte Cartwright e il Monte Bronk, nella parte centrale dell'Hughes Range, catena montuosa che fa parte dei Monti della Regina Maud, in Antartide. Si estende in direzione nord-sud per 17 km ed ha una larghezza di 5 km.
Fu scoperto e fotografato dal retroammiraglio Richard Evelyn Byrd durante il suo volo verso il Polo Sud del 18 novembre 1929 e successivamente ispezionato dal glaciologo americano Albert Paddock Crary (1911-1987) nel 1957-58. La mappatura fu eseguita dall'United States Geological Survey sulla base di ispezioni in loco del 1962-63 e di precedenti foto aeree prese in varie occasioni dalla U.S. Navy nel periodo 1958-63.
La denominazione fu assegnata dall'Advisory Committee on Antarctic Names (US-ACAN) in onore di Neal Lane, direttore della National Science Foundation (NSF) dal 1993 al 1998. Sotto la sua gestione la NSF ottenne l'approvazione del Congresso degli Stati Uniti d'America per la ricostruzione della Base Amundsen-Scott al Polo Sud, quale primo insediamento scientifico internazionale per inaugurare il XXI secolo.